# Cultura do Peru

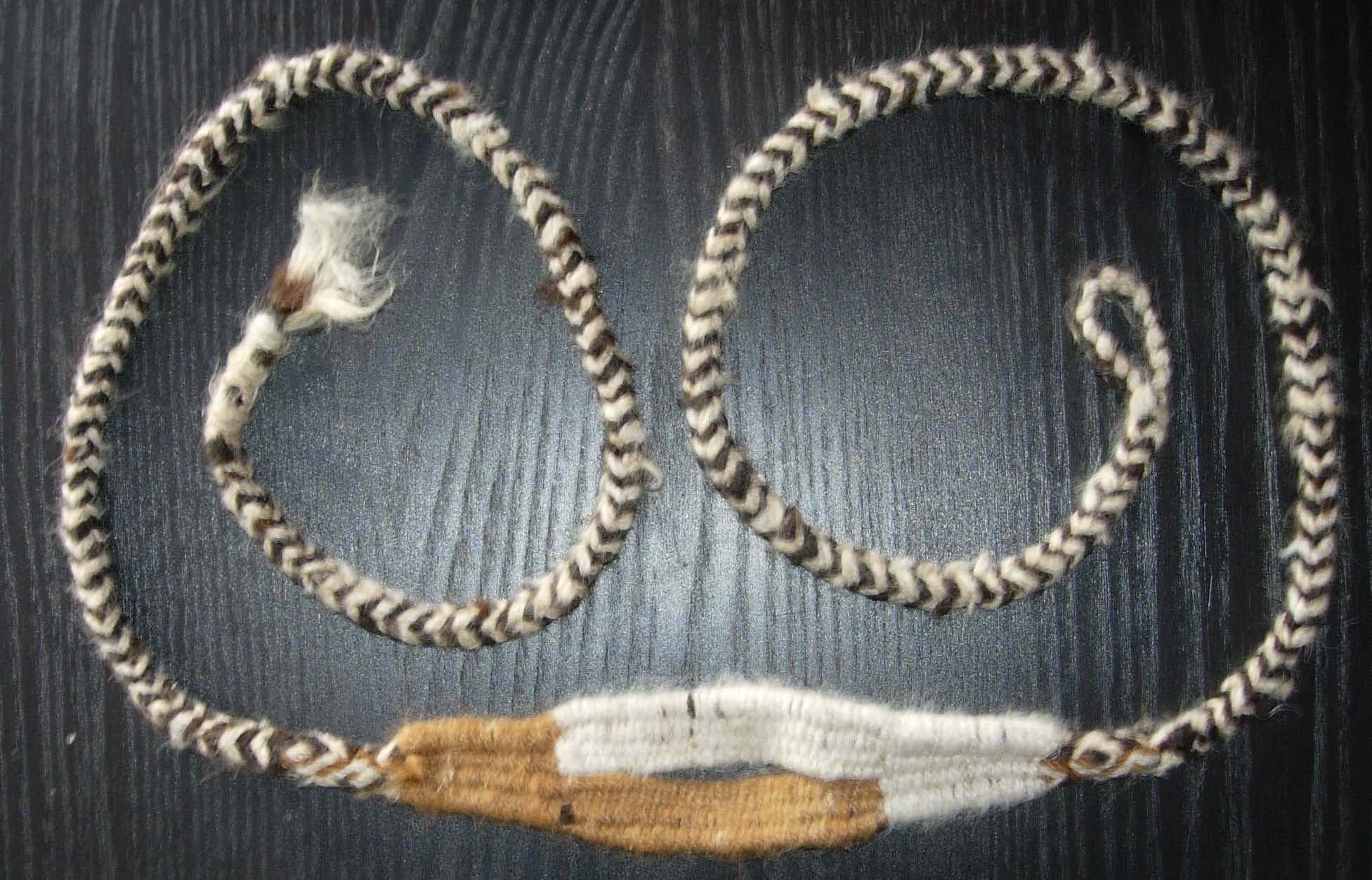
Um tipo de arma peruana (lançadeira), feita de pêlos de alpaca.

A cultura do Peru é a cultura criada a partir de costumes, práticas, códigos, normas, formas de vida e tradições existentes na sociedade peruana. É o que dá uma identidade nacional ao país. Desde o período pré-colombiano o Peru foi o centro de várias civilizações de povos americanos pré-incaicos tais como a cultura Chavín, Moche, Nazca, Paracas, Huari e Tiahuanaco, além do amálgama posterior sob o Tawantinsuyu ou império Inca, que terminou com a conquista espanhola, cuja influência cultural e a marca que denomina o Peru até hoje.
As culturas pré-colombianas desenvolveram-se notavelmente em ramos próprios e originais, embora com recíprocas interações, cada uma contribuindo e legando à outra grandes realizações sociais, tais como atestadas pela notável arquitetura, com excelente cerâmica, fina ourivesaria, escultura e construção monumental.
Foi magnífico o desenvolvimento dessa região na agricultura, desde muito cedo, com a utilização de engenhosas obras de irrigação, campos de cultivo em terraços e em especial a manutenção e desenvolvimento de várias espécies vegetais de grande valor alimentar, depois espalhadas por todo o mundo (como é o caso do tomate, das batatas e da coca).
Os incas adonaram-se desse caldo cultural, não apenas o mantendo mas o incrementando e disseminando pela vasta região andina da América do Sul, tornando-se grandes construtores. A conhecida cidade montanhesa de Machu Picchu e os edifícios de Cuzco são o exemplos de sua excelência arquitetônica.
Também é de assinalar uma importante contribuição dada pelos peruanos à pintura colonial sul-americana na célebre Escola de Cuzco, que teve grande prestígio em toda a região dos Andes entre os séculos XVII e XIX.

## Origens
A cultura peruana é uma grande mistura de componentes de diferentes grupos étnicos que habitaram e habitam o que é atualmente o território do Peru, os mais importantes são o bloco crioulo ou espanhol, seguido pelo bloco afro-peruano, aborígene, asiático e, em menor escala, o ítalo-peruano, tudo isso é potencializado pelas três principais regiões naturais, ou seja, a costa, a selva e serra.

## Pintura

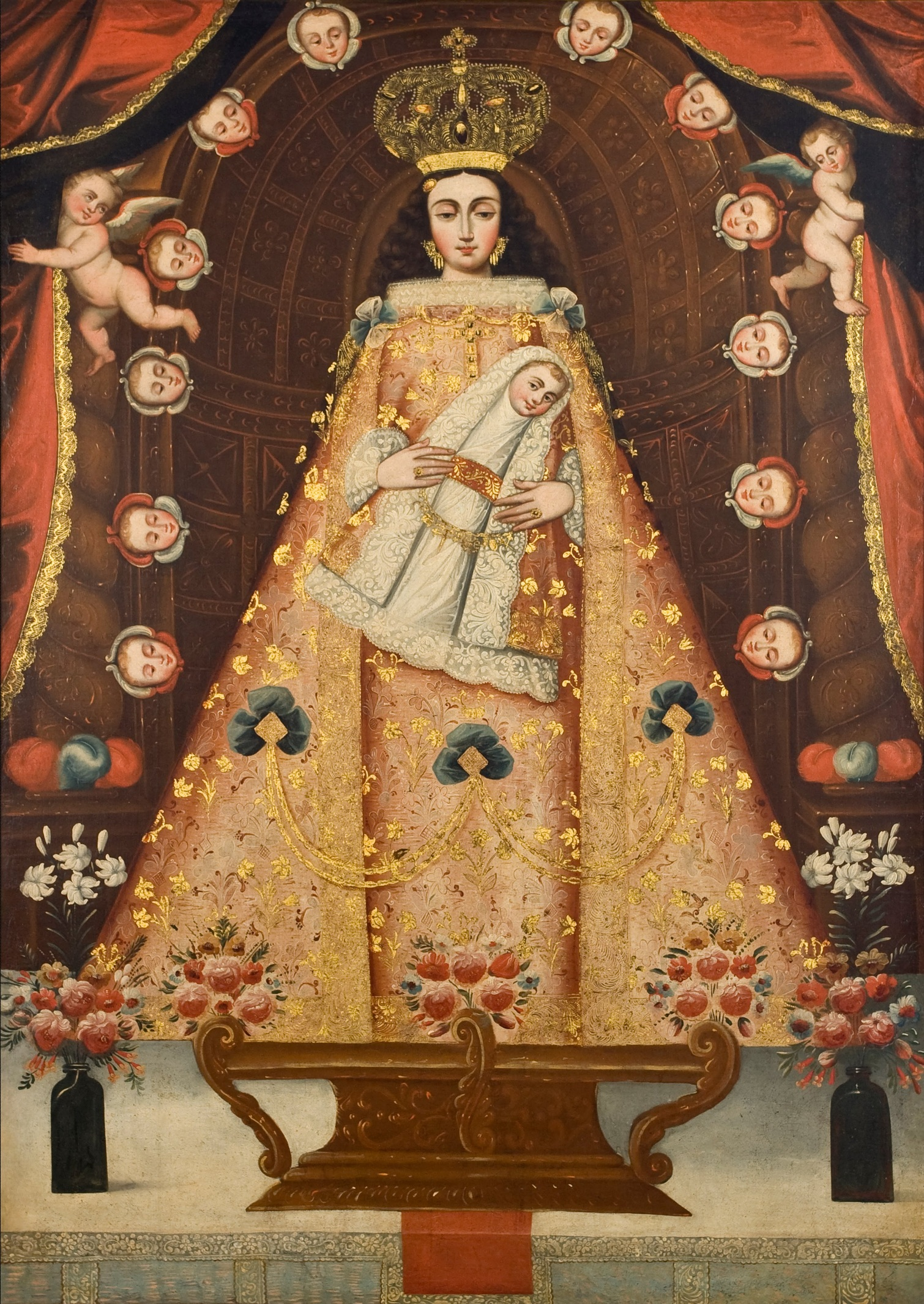
Pintura, do século XVIII, de autoria anônima, representando Nossa Senhora de Belém. A pintura é fruto do movimento artístico da Escola de Cuzco.

A história da pintura no Peru remonta aos tempos pré-hispânicos, onde eram utilizadas ferramentas simples e corantes de origem natural. Naquela época, a pintura limitava-se à decoração de objetos ornamentais e utilitários feitos de cerâmica. Com a chegada dos conquistadores espanhóis, a pintura tornou-se sobretudo uma expressão da religiosidade católica. Durante a era republicana, a pintura peruana passou por quatro grandes períodos ou estilos: costumbrismo, pintura acadêmica, indigenismo e pintura contemporânea ou modernista.

### Período pré-hispânico
A pintura peruana tem sua origem mais remota na arte rupestre, com destaque para Toquepala e Lauricocha, cuja antiguidade foi datada em cerca de 10.000 anos. Nas civilizações andinas, o colono pré-hispânico moldou sua arte principalmente na cerâmica, distinguindo-se nela as culturas Nazca, Mochica, Chimú, Tiahuanaco e Wari. No entanto, o Império Inca limitou-se a copiar o Tiahuanaco queros. Na cultura Mochica, artistas criaram altos-relevos nos murais dos templos, como o friso localizado nas Huacas del Sol y de la Luna, a 5 km da cidade de Trujillo.

## Idiomas
O mapa linguístico do Peru é bastante complexo e interessante. A língua oficial é o espanhol, que praticamente se difundiu em todo o país através da escolarização desde o tempo de José Pardo, sendo que o quíchua, o aimará e outras línguas indígenas também são línguas oficiais, mas apenas nas áreas onde predominam.